# Hirsch Gradenwitz
Hirsch Gradenwitz, auch Zvi Hugo Gradenwitz (geboren am 13. September 1876 in Rawitsch, Provinz Posen; gestorben am 19. November 1943 im KZ Auschwitz) war ein deutscher orthodoxer Rabbiner, der hauptsächlich in Hanau wirkte und Opfer des Holocaust wurde.

## Herkunft
Hirsch Gradenwitz kam aus einer Rabbinerfamilie. Der „Urvater“ der Familie, Menachem Mandel, stammte aus der Gegend von Lublin und war 1755 zum ersten Rabbiner von Rawitsch berufen worden. Sein persönlicher, der individuellen Charakteristik dienender Beiname Gradenwitz wurde zum Familiennamen, den bis heute ausschließlich seine Nachkommen tragen. Viele von ihnen wurden Unternehmer und Wissenschaftler, einige von ihnen Bankiers und Immobilienhändler. Sie folgten dem typischen Migrationsmuster osteuropäischer Juden, indem sie sich in Osteuropa eine materielle Grundlage verschafften und sich dann – wie im Fall der Familie von Hirsch Gradenwitz – um die Wende zum 20. Jahrhundert nach Westen ins Deutsche Reich aufmachten.

## Ausbildung
Der erste Sohn von (Meshullam) Joseph Gradenwitz und Channa (Johanna) Joffe wurde in der damals zum Deutschen Reich gehörigen Stadt Rawitsch geboren, in der sich eine der größten jüdischen Gemeinden der Provinz Posen befand. Gradenwitz erwarb seine Hochschulreife 1896 am dortigen Königlichen Realgymnasium. In der Zeit, als auch der Großteil der Rawitscher Juden nach Westen migrierte, zog er für seine Ausbildung nach Berlin. Dort besuchte er bis zu seiner Semicha am 29. Juni 1903 das Rabbinerseminar Esriel Hildesheimers und studierte zugleich an der Friedrich-Wilhelms-Universität Berlin und im Sommersemester 1905 an der Universität Erlangen. In Erlangen wurde Gradenwitz dann 1907 – als er bereits Rabbiner geworden war – mit einer (anfangs von Paul Scheffer-Boichorst betreuten) wirtschaftsgeschichtlichen Arbeit über die Finanzpolitik Kaiser Ludwigs des Bayern zum Dr. phil. promoviert.

## Werdegang als Rabbiner
Im Juni 1905 wurde Gradenwitz zum Rabbiner des Synagogengemeindebezirks Tarnowitz in Oberschlesien gewählt und trat dieses Amt am 1. September 1905 an. 1913 trat er aus dem Allgemeinen Deutschen Rabbinerverband aus, da er dessen Beschlüsse nicht mehr mittragen wollte, und schloss sich der Vereinigung traditionell gesetzestreuer Rabbiner Deutschlands an. Er war von Januar 1917 bis 1918 Feldrabbiner bei der 9. Armee auf dem Balkan.
Im Oktober 1921 wurde er Provinzialrabbiner in Hanau, wo er bis 1938 – über seine Pensionierung hinaus – das Gemeindeleben gestaltete. Gradenwitz engagierte sich auch in der deutsch-jüdischen Öffentlichkeit. Er verfasste immer wieder Artikel in der Zeitschrift Der Israelit, dem Sprachrohr der orthodoxen Juden, und war Mitglied im Verband der Rabbiner Oberschlesiens und in der Hanauer Ferdinand-Gamburg-Loge, einer freimaurerähnlichen jüdischen Vereinigung (U.O.B.B.). 1927 wurde er in den Ehrenausschuss der Wohlfahrts-Lotterie der „Arbeitsgemeinschaft zur Bekämpfung der Tuberkulose unter den Juden“ aufgenommen.

## Familie
Er heiratete Rosa Bondi, die aus einer Mainzer Rabbiner- und Unternehmerfamilie stammte, 1908 in Wien. Sie hatten vier Kinder. Die älteren beiden überlebten den Holocaust, nämlich Sophie (3. Juni 1910 in Wien; 6. Dezember 2003 in Berlin) und Rudolph (3. Februar 1913 in Tarnowitz; 6. August 1999 in Tel Aviv). Die beiden jüngeren Geschwister kamen wie die Eltern im Holocaust ums Leben, nämlich Joseph (27. Februar 1914 in Tarnowitz; 31. März 1944 in Auschwitz) und Bertha (24. Dezember 1916 in Tarnowitz; 1943 in Auschwitz für vermisst erklärt). Sein jüngerer Bruder Benno-Baruch Gradenwitz, der als Haus- und Kinderarzt in Berlin praktizierte, wurde mit seiner Frau 1943 nach Auschwitz deportiert und dort ermordet.

## Flucht und Tod
Anders als die Tochter Sophie, die 1936 ins Exil nach Paris ging, und der Sohn Rudolf, der 1937 als Elektriker nach Palästina auswanderte, dachte die übrige Familie in der Zeit des Nationalsozialismus zunächst nicht daran, Hanau zu verlassen. Nachdem aber die Privatwohnung während der Novemberpogrome in der Nacht zum 10. November 1938 so stark verwüstet worden war, dass ein Ehepaar mit den zerschlagenen Möbeln ein Jahr lang seinen Waschkessel heizte, und der Sohn Joseph einige Wochen im KZ Buchenwald interniert wurde, floh Gradenwitz mit seiner Familie über Frankfurt am Main in die Niederlande zu Verwandten. Die Eltern lebten mit Joseph (Bertha war nach Paris gegangen) in Amsterdam und Hilversum, wo ein versteckter Aufenthalt 1942 nachgewiesen werden kann. Alle drei wurden ins Durchgangslager Westerbork deportiert und kamen von dort aus 1943 ins KZ Auschwitz, wo Hirsch Gradenwitz und seine Frau am 19. November 1943 umgebracht wurden. Er wurde 67 Jahre alt.

## Nachleben
Seine älteste Tochter Sophie heiratete Hans Karl Marum, den Sohn des SPD-Reichstagsabgeordneten Ludwig Marum. Deren Tochter Andrée Fischer-Marum las 2003 bei der Einweihung des Denkmals für 400 Jahre Judenstättigkeit in Hanau eine Erklärung vor, die Sophie Marum geschrieben hatte; „mit Hanau verbinde sie viel Positives, … aber auch ‚die allerschlimmsten persönlichen Erinnerungen‘. Bis zuletzt habe sie darunter gelitten, daß man in der Stadt den letzten Rabbiner und damit ihren Vater scheinbar vergessen habe. Doch hoffe sie nach wie vor darauf, daß sich dies noch ändern könnte.“ Sophie Marum war zwei Wochen vor der Einweihung des Denkmals gestorben.

## Schriften
- Beiträge zur Finanzgeschichte des Deutschen Reiches unter Ludwig dem Bayer. Borna-Leipzig 1908 (Dissertation Universität Erlangen 1907; Digitalisat der Monumenta Germaniae Historica).